# I Am Gemini
I Am Gemini è il settimo album in studio del gruppo musicale statunitense Cursive, pubblicato nel 2012.

## Tracce
1. This House Alive – 3:57
2. Warmer, Warmer – 4:08
3. The Sun and Moon – 3:29
4. Drunken Birds – 3:05
5. Lullaby for No Name – 1:16
6. Double Dead – 2:45
7. Gemini – 2:21
8. Twin Dragon / Hello Skeleton – 5:42
9. Wowowow – 3:25
10. This House a Lie – 1:26
11. The Cat and Mouse – 2:39
12. A Birthday Bash – 4:22
13. Eulogy for No Name – 4:04